# Odbicie fali

Odbicie fali: A – granica ośrodków, B – ośrodek pierwszy, C – ośrodek drugi, P – promień padający, N – normalna, Q – promień odbity

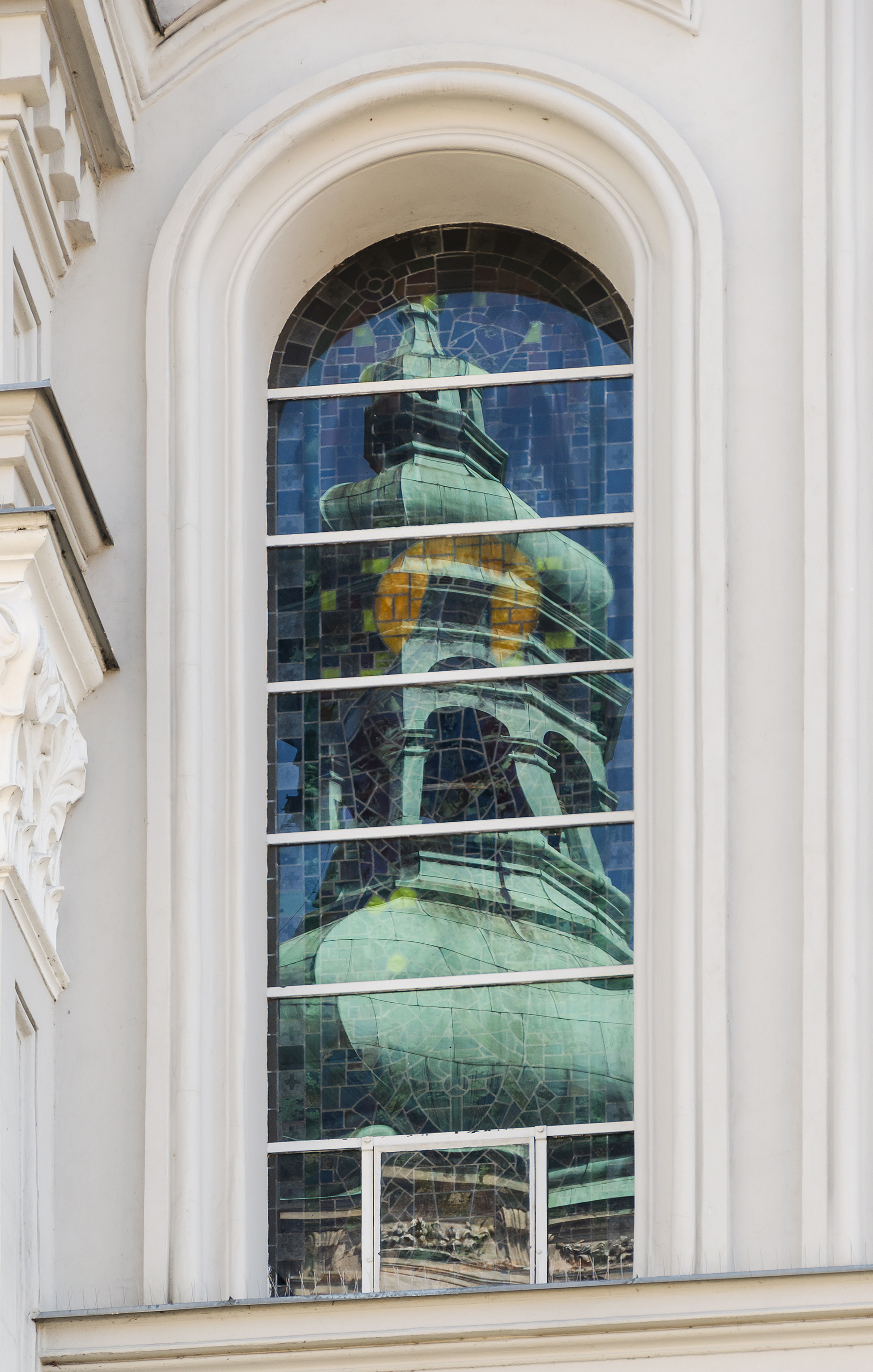
Odbicie w oknie

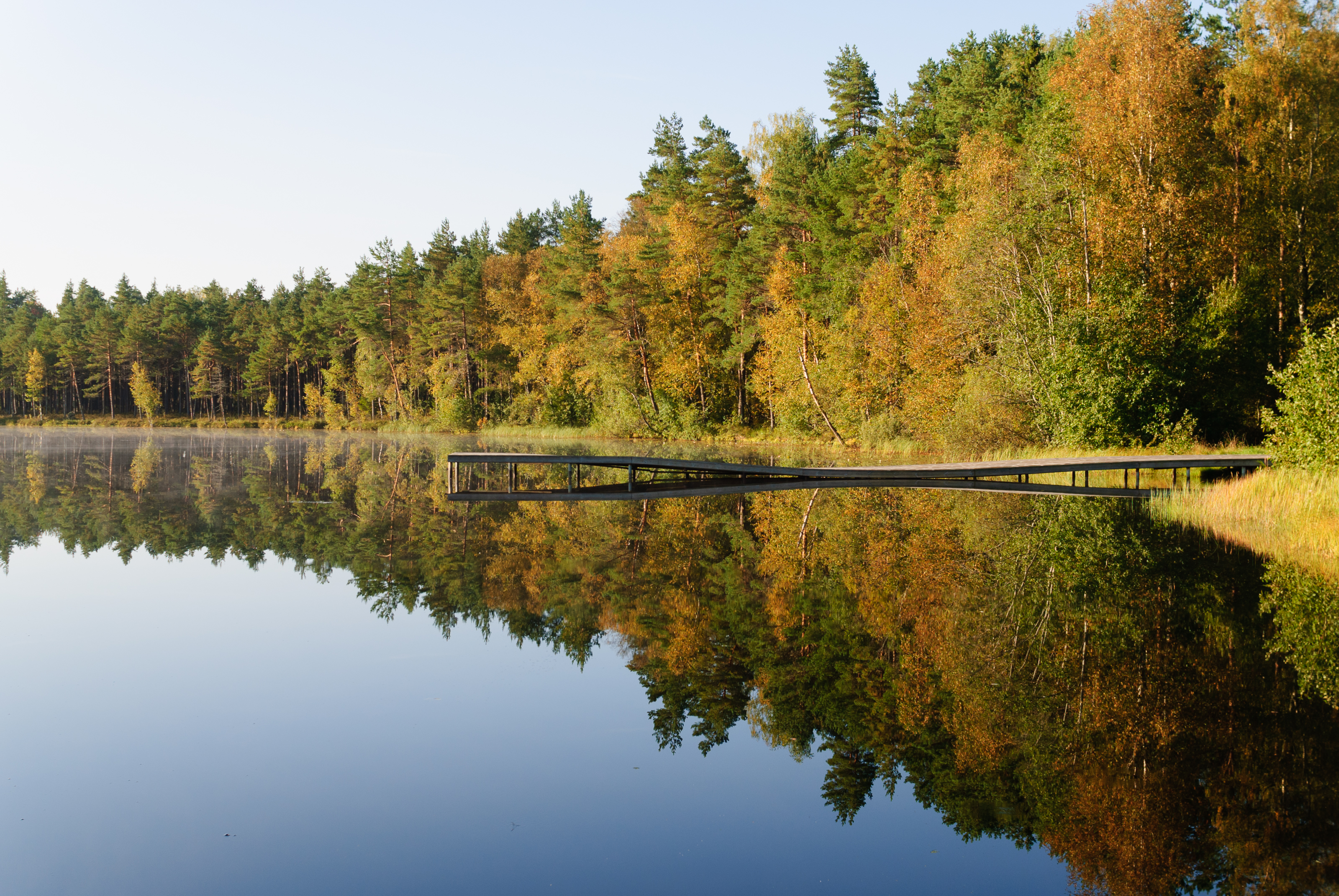
Efekt odbicia na tafli jeziora

Odbicie – zmiana kierunku rozchodzenia się fali na granicy dwóch ośrodków, powodująca, że pozostaje ona w ośrodku, w którym się rozchodzi. Odbicie może dawać obraz lustrzany lub być rozmyte, zachowując tylko właściwości fali, ale niedokładny obraz jej źródła.
Część promieniowania (fali) która nie uległa odbiciu nazywamy promieniowaniem bezpośrednim.

## Odbicie zwierciadlane
Odbicie zwierciadlane może mieć miejsce na gładkiej powierzchni oddzielającej dwa różne materiały, np. na lustrze wody albo metalizowanej powierzchni. Zgodnie ze schematem promień świetlny P zwany promieniem padającym pada w punkcie O na granicę ośrodków (A) i odbija się jako promień odbity Q.

### Definicje
Prostopadła do powierzchni odbijającej w punkcie padania promienia zwana jest normalną padania.
Kąt padania to kąt między promieniem padającym a normalną do powierzchni (osią prostopadłą do powierzchni) {\displaystyle \theta _{i}.}
Kąt odbicia to kąt między promieniem odbitym a normalną do powierzchni (osią prostopadłą do powierzchni) {\displaystyle \theta _{r}.}

### Prawo odbicia
Kąt odbicia jest równy kątowi padania, a promień padający, promień odbity i normalna do powierzchni odbicia leżą w jednej płaszczyźnie. W wyniku odbicia zmienia się tylko kierunek rozchodzenia się fali, nie zmienia się jej długość.

## Zwierciadło
Urządzenie zbudowane w celu odbijania fal to zwierciadło.
Odbicie zachodzi, gdy ośrodki mają różne impedancje falowe, co dla większości ośrodków oznacza, że mają różne współczynniki załamania. W szczególnym przypadku możliwe jest całkowite wewnętrzne odbicie fali od powierzchni oddzielającej różne materiały.

## Rozpraszanie odbiciowe

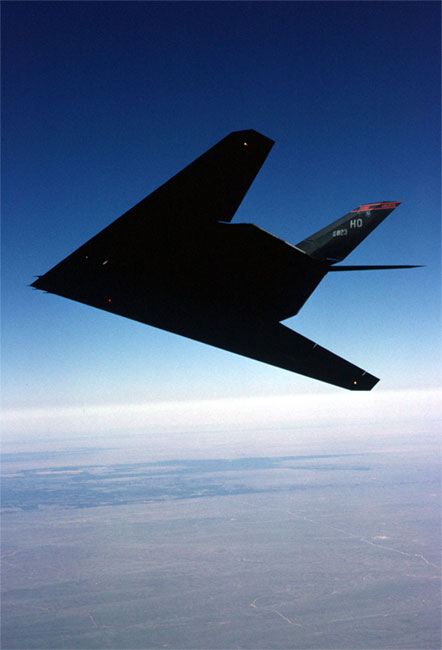
Kształt samolotu F-117 dobrano tak, by od przodu kąt padania promieni był jak największy i jak najmniej odbijał fale radarów do przodu

Jeżeli powierzchnia odbijająca falę nie jest gładka, zachodzi rozpraszanie odbiciowe. Fala nie odbija się w jednym kierunku, tylko rozprasza we wszystkie strony. Przykładem może być odbicie światła od powierzchni kartki w książce. Lampa oświetla stronę, fale odbite rozchodzą się we wszystkich kierunkach. W ten sposób osoba czytająca może dostrzec litery, gładki papier zdjęć fotograficznych uniemożliwia ich oglądanie pod niektórymi kątami, gdyż utrudnia je światło odbite zwierciadlanie od gładkiej powierzchni. Światło Słońca podobnie rozprasza się na większości powierzchni występujących w naturze. Ludzki zmysł wzroku może na podstawie fal rozproszonych na przedmiotach określać ich kształty i kolory. Co więcej, prawie każdy jasno oświetlony przedmiot odbija we wszystkich kierunkach światło, które rozjaśnia jego otoczenie, dzięki czemu światło Słońca może rozświetlać wnętrza pomieszczeń, do których wpada tylko przez okna.
Jak ważne jest rozpraszanie można się przekonać, kiedy do obserwacji otoczenia zastosowane zostaną fale o znacznie większej długości niż światło. Zjawisko rozpraszania jest zależne od stosunku chropowatości powierzchni do długości fali. Im dłuższa fala oraz bardziej gładka powierzchnia, tym rozpraszanie jest słabsze. W efekcie standardowy sensor robota wykorzystujący ultradźwięki do obserwacji otoczenia (długość fali kilka milimetrów) nie jest w stanie dostrzec powierzchni, które są ustawione do niego pod kątem większym niż 30°. W radarach do wykrywania samolotów stosuje się fale radiowe o długości rzędu milimetrów lub centymetrów. Jeżeli samolot będzie miał odpowiedni kształt, cała energia fal zostanie odbita w niebo, przez co radar nie będzie w stanie go dostrzec. Bardzo słabe rozpraszanie odbiciowe fal radiowych powoduje, że możliwe jest zaprojektowanie niewykrywalnych maszyn bojowych (Stealth).

## Historia
Prawo odbicia można uznać za najwcześniej poznane prawo fizyki. Mogli znać je już Platon i Arystoteles, a Euklides z Aleksandrii systematycznie je stosował. Heron z Aleksandrii uzasadnił to prawo, zauważając, że prowadzi ono do najkrótszej drogi światła. W ten sposób odkrył szczególny przypadek zasady Fermata.